# Kasbat Ben Mchich
Kasbat Ben Mchich (franska: Kasbat Ben Mchich (CR), Kasbat Ben Mchich (Commune Rurale), arabiska: جاقمة) är en kommun i Marocko.   Den ligger i provinsen Berrechid och regionen Casablanca-Settat, 90 km sydväst om huvudstaden Rabat. Antalet invånare är 13 328.